# Meet Southern Comfort
Meet Southern Comfort è una Compilation a nome della Matthews Southern Comfort, pubblicato dall'etichetta discografica See for Miles Records nel 1987.

## Tracce

### LP
Lato A
1. Woodstock – 4:26 (Joni Mitchell) – Tratto dall'album (versione USA): Later That Same Year (1970)
2. Something in the Way She Moves – 4:52 (James Taylor) – Tratto dall'album: Second Spring (1970)
3. Blood Red Roses – 2:30 (Tradizionale; arrangiamento di Iain Matthews) – Tratto dall'album: Second Spring (1970)
4. And When She Smiles (She Makes the Sun Shine) – 2:09 (Al Anderson) – Tratto dall'album: Later That Same Year (1970)
5. I've Lost You – 2:25 (Howard Blakey) – Tratto dall'album: Matthew Southern Comfort (1970)
6. Once in a Lifetime – 4:22 (Iain Matthews, Howard Blakley) – Tratto dall'album: Matthew Southern Comfort (1970)
7. The Brand New Tennessee Waltz – 2:57 (James Jesse Winchester) – Tratto dall'album: Later That Same Year (1970)
8. To Love – 4:35 (Gerry Goffin, Carole King) – Tratto dall'album: Later That Same Year (1970)

Lato B
1. I Sure Like Your Smile – 2:26 (Carl Barnwell) – Tratto dall'album: Frog City (1971)
2. Wedding Song (There Is Love) – 4:07 (Paul Stookey) – Tratto dall'album: Stir Don't Shake (1972)
3. I Need Help – 4:01 (Carl Barnwell) – Tratto dall'album: Stir Don't Shake (1972)
4. April Lady – 3:39 (Carl Barnwell) – Tratto dall'album: Frog City (1971)
5. I Wanna Be You Mama Again – 3:46 (Doug Sahm) – Tratto dall'album: Southern Comfort (1971)
6. Something Said – 4:34 (Mark Griffiths, Andy Leigh, Carl Barnwell) – Tratto dall'album: Stir Don't Shake (1972)
7. The Dreadful Ballad of Willie Hurricane – 4:00 (Carl Barnwell) – Tratto dall'album: Frog City (1971)
8. Belle – 2:08 (Alan C. Anderson) – Tratto dall'album: Stir Don't Shake (1972)

## Musicisti
Woodstock / And When She Smiles (She Makes the Sun Shine) / The Brand New Tennessee Waltz / To Love
- Ian Matthews - voce
- Mark Griffiths - chitarra solista
- Carl Barnwell - chitarra
- Gordon Huntley - chitarra steel
- Andy Leigh - basso
- Ray Duffy - batteria

Ospiti
- Roger Coulam - pianoforte
- Tristan Frye - vibrafono
- Keith Nelson - banjo
- Timothy Kraemer - violoncello, arrangiamenti (strumenti a corda)

Note aggiuntive
- Ian Matthews - produttore
- Robin Black - ingegnere del suono

Something in the Way She Moves / Blood Red Roses
- Iain Matthews - voce
- Mark Griffiths - chitarra solista
- Carl Barnwell - chitarra
- Gordon Huntley - chitarra steel
- Andy Leigh - basso
- Ray Duffy - batteria
- Carl Barnwell - armonie vocali (brano: Blood Red Roses)
- Mark Griffiths - armonie vocali (brano: Blood Red Roses)
- Andy Leigh - armonie vocali (brano: Blood Red Roses)

Note aggiuntive
- Ian Matthews e Matthews' Southern Comfort - produttori
- Brano: Blood Red Roses, registrato al Morgan Studios di Londra
- Robin Black - ingegnere del suono (brano: Blood Red Roses)
- Brano: Something in the Way She Moves, registrato al Sound Techniques Studios di Londra
- John Wood - ingegnere del suono (brano: Something in the Way She Moves)

I've Lost You / Once in a Lifetime
- Ian Matthews - voce
- Gordon Huntley - chitarra pedal steel
- Simon Nicol - chitarra elettrica
- Richard Thompson - chitarra elettrica, chitarra acustica
- Roger Coulan - pianoforte, organo hammond
- Pol Palmer - flauto
- Ashley Hutchings - basso
- Gerry Conway - batteria, congas, tamburello
- Marc Ellington - finger symbols

Note aggiuntive
- Steve Barlby e Ian Matthews - produttori
- Registrazioni effettuate al De-Lane Lea Studios di Londra
- Barry Ainsworth - ingegnere del suono

I Sure Like Your Smile / April Lady / The Dreadful Ballad of Willie Hurricane
- Carl Barnwell - voce, chitarra
- Mark Griffiths - voce, chitarra
- Gordon Huntley - chitarra pedal steel
- Andrew Leigh - basso
- Ray Duffy - batteria
- Southern Comfort - produttori
- Registrazioni effettuate al Abbey Road di Londra
- Philip McDonald - ingegnere del suono

Wedding Song (There Is Love) / I Need Help / Something Said / Belle
- Carl Barnwell - chitarra, banjo, voce
- Mark Griffiths - chitarre, mandolino, voce
- Gordon Huntley - chitarra pedal steel, voce
- Andrew Leigh - basso, voce
- Ray Duffy - batteria, percussioni

Altri musicisti
- Keith Cummings - viola solo (brano: Something Said)
- Peter Morris - piano, organo

Note aggiuntive
- Peter Morris - produttore
- Registrazioni effettuate nei mesi di maggio e giugno 1972 presso Abbey Road Studios di Londra
- Peter Mew e Mark Vigars - ingegneri delle registrazioni